# NF (rapper)
Nathan John Feuerstein, cunoscut prescurtat NF, (n. 30 martie 1991, Gladwin, Michigan, SUA) este un rapper și cântăreț american din Michigan. A lansat două EP-uri I'm free (2012), și un EP omonim în 2014 cu Capitol CPG.